# Foxholsterpolder
De Foxholsterpolder is een voormalig waterschap in de provincie Groningen.
Het schap lag ten westen van Foxhol in de driehoek tussen het Foxholstermeer, het Winschoterdiep en de K. Niebierweg en de Gerrit Imbosstraat. De molen van het schap sloeg uit op het Winschoterdiep.
Waterstaatkundig gezien ligt het gebied sinds 2000 binnen dat van het waterschap Hunze en Aa's.